# 蒙多冰川
蒙多冰川（英語：Mondor Glacier）是南極洲的冰川，位於特里尼蒂半島，全長6公里，流經迪波特冰川源頭，最終注入迪尤斯灣，現時由南極條約體系管理。